# 钳嘴鹳
钳嘴鹳（学名：Anastomus oscitans，又称亚洲钳嘴鹳或亚洲开嘴鹳）是鹳形目鹳科钳嘴鹳属的大型涉禽，没有亚种分化。钳嘴鹳得名于喙闭合时的明显缺口，主要分布在印度次大陆和东南亚地区，喜好在湿地中觅食软体动物，如蜗牛和瓶螺等。2006年10月，有鸟类爱好者在中国云南省的洱源西湖发现了钳嘴鹳的活动，这是钳嘴鹳在中国的首次记录。

## 外形
在非繁殖期间，钳嘴鹳的体表多为灰色；到了繁殖期，外表通常会显现白色。它们的翅膀和尾部呈亮黑色，其中尾部有12根大羽毛将尾脂腺覆盖。
成鸟的下喙有凹陷，喙闭合时有明显的弧形缝隙。相比之下，幼鸟则没有缺口。缺口的存在是钳嘴鹳属区别于鹳科其他物种的最大特征。钳嘴鹳的拉丁文种名即来源于此。钳嘴鹳的下颌边缘具有精细的刷状结构，可以更好地刺住蜗牛的外壳。
从远处看，它们外形与白鹳或东方白鹳非常相似。在鹳科动物中，钳嘴鹳体型相对较小，成年钳嘴鹳的高度通常为68厘米，身长81厘米。

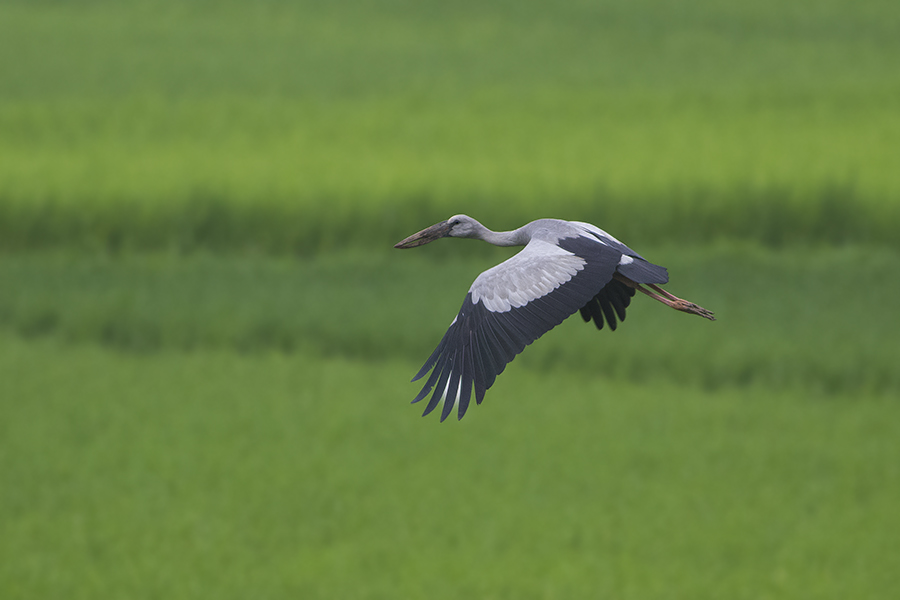
钳嘴鹳在加尔各答市郊的河流湿地上空飞行
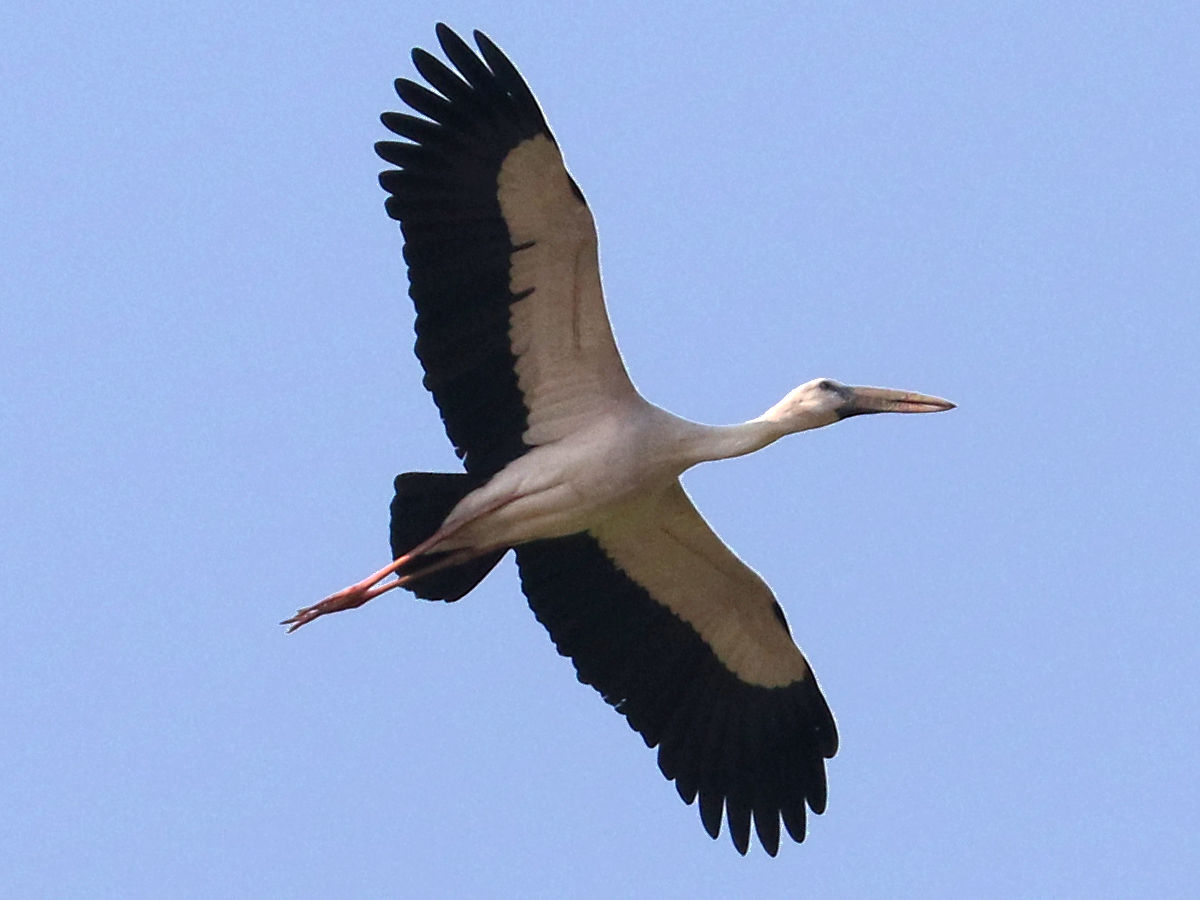
翅膀有黑白两色。泰国

## 栖息地和分布
钳嘴鹳通常生活在内陆湿地，较少活动于河岸和潮汐滩地。分布在农业生产区的鹳经常会在农田、灌溉渠和季节性沼泽中寻找食物。它们是迁徙鸟类，会因棲息地的环境变化而大范围移动。印度珀勒德布爾縣的环志站点显示，该地区的钳嘴鹳曾迁徙到了该地东部800 km的地方；同时，泰国境内的环志鹳迁徙到了西部1500 km的孟加拉国。在8月至9月阴天的夜晚，途经印度东南沿海的鹳经常会因为灯塔的亮光而迷失方向。
钳嘴鹳在巴基斯坦的信德省和旁遮普地区分布较为稀少，但相比之下在印度、斯里兰卡、缅甸和泰国却很常见。
2006年10月，钳嘴鹳首次出现在中国云南省的洱源西湖。2010年10月3日，钳嘴鹳出现在广西壮族自治区百色市的龙井水库。2012年，钳嘴鹳出现在西双版纳自然保护区的澜沧江沿岸湿地和贵州省草海。
高原湿地研究中心的跟踪研究显示，贵州草海的钳嘴鹳种群居留期通常为3至5个月，其种群数量呈现逐年增加趋势，2014年观测的最高数量为602只。另有研究认为，钳嘴鹳进入中国西南地区属于自然扩散，与全球变暖等环境变化没有直接关系。
除了中国之外，钳嘴鹳还扩散到了马来西亚和新加坡等国家。

## 食性

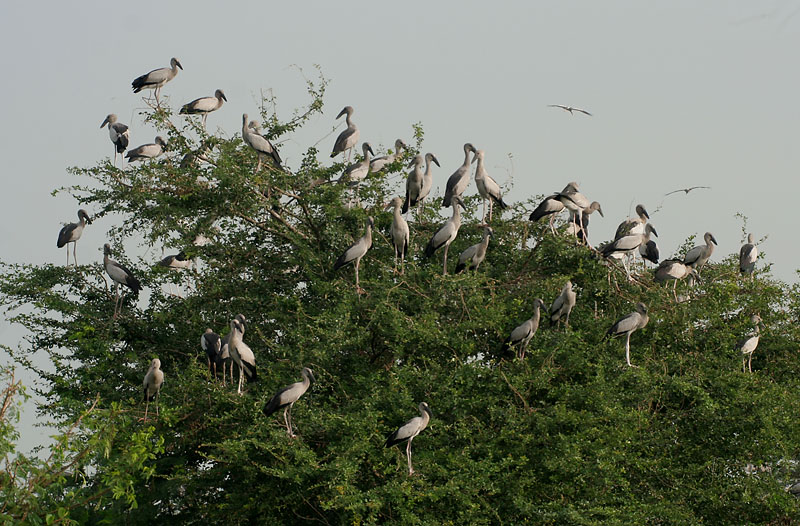
群巢（印度贡土尔县）

英国生物学家朱利安·赫胥黎在研究过大量标本后认为，钳嘴鹳的最大特征——喙闭合时的缺口，是在捕食软体动物期间的磨损造成的。他的想法遭到了后人的驳斥。现在的研究认为，这种特殊结构是适应环境的结果，能更好的帮助它们抓住软体动物的光滑外壳。喙闭合时的缺口并不是专为捕捉蜗牛等猎物而用的，因为没有缺口的幼鸟也能捕食到蜗牛。缺口的存在能让喙尖端以更大的角度握住蜗牛壳，并施加更大的力。
钳嘴鹳在捕食猎物时会略微分开喙尖，在垂直方向上快速刺戳目标。当猎物较深时，它们的头部和颈部会部分浸没在水中。成功捕捉到猎物后，它们利用自己尖锐的下颌粉碎硬壳并提取内部的肉，有时还会直接吞下一些体型较小的食物。它们主要以软体动物为食，但有时也捕食水蛇、蛙和大型昆虫。

## 繁殖

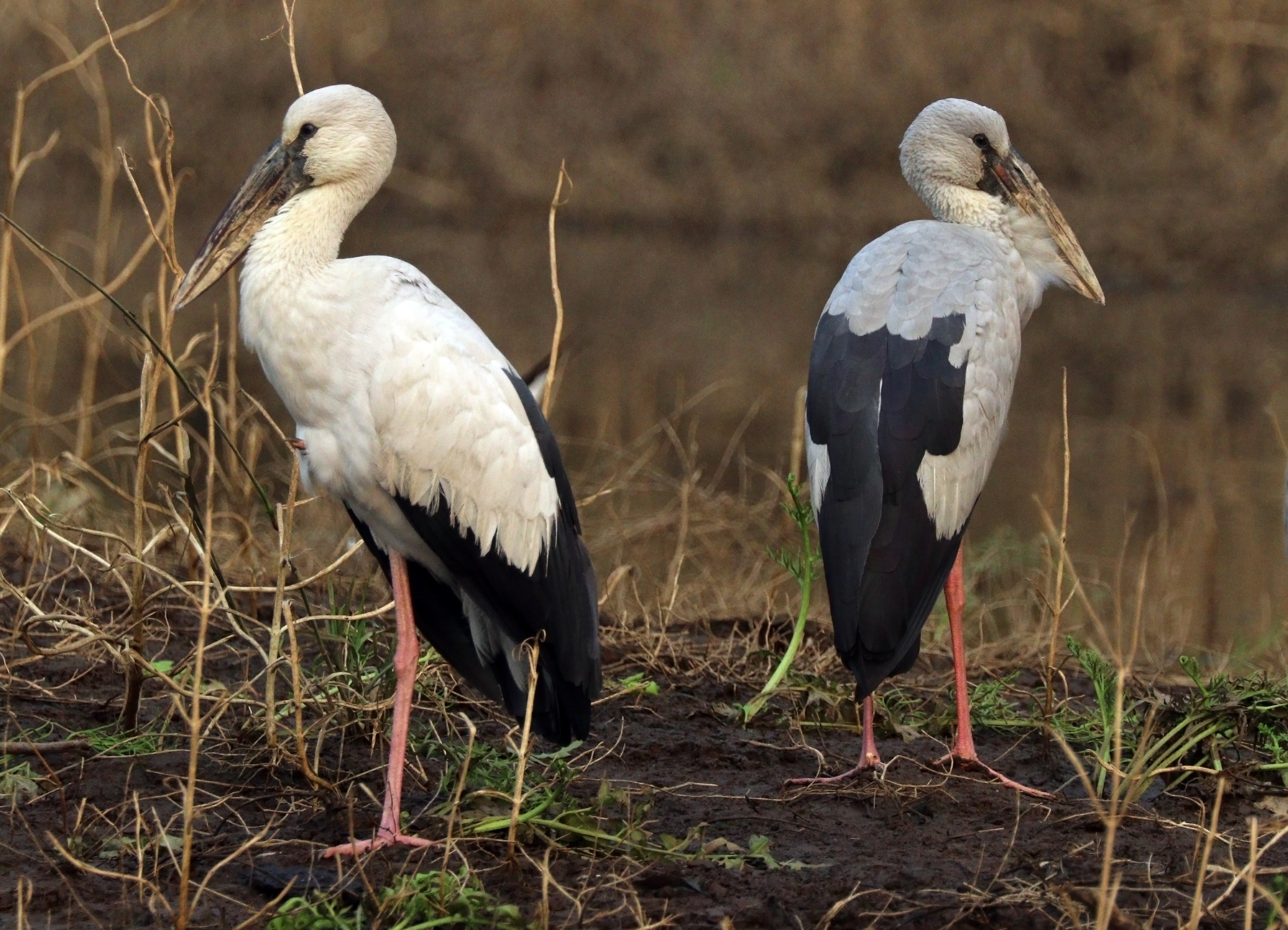
右侧为幼鸟

钳嘴鹳通常在雨季繁殖，不同地域的雨季时间会有所差别。印度北部和尼泊尔的种群在7月至9月繁殖，印度南部和斯里兰卡则在11月至3月。它们会在半浸水的树木，如玉蕊木、海榄雌木和相思树等上面用枝条搭建巢，雌鸟一次产2-4枚鸟蛋。它们可能会和白鹭、鸕鶿、蛇鹈共用一棵树，也可能是当地的单一种群（如尼泊尔低地）。巢也可能筑在村庄内和农田的树木上。鸟蛋的孵化期约为25天。新生的雏鸟为奶油色。
对尼泊尔钳嘴鹳种群的研究显示，成鸟为给雏鸟和雏鸟提供食物，平均需要花27分钟往返巢。寻找食物所花费的时间受环境和繁殖期的影响。
与其他鹳科动物一样，钳嘴鹳性情安静。雄性仅会在繁殖期的求偶期间张开喙向雌性发出咔嗒的叫声。当伴侣归巢时，它们会发出低鸣声致意。
钳嘴鹳主要是一夫一妻制，但也有一夫多妻的存在。在一夫多妻的情况下，多只雌鸟会在同一个巢中产卵，雏鸟会被多只成鸟喂养和呵护。

## 与其他生物的关系
钳嘴鹳巢中的幼鸟有时可能会被白肩雕、草原雕或者烏鵰捕食。科研人员在泰国境内大约80％的野生钳嘴鹳种群体内发现了不同种类的吸蟲綱肠道寄生虫。值得注意的是，钳嘴鹳也是H5N1等禽流感病毒的宿主。
在印度殖民地期间，一些野外冒险家将钳嘴鹳称为“牛排鸟”，因为这种鸟不仅数量多，易于猎杀，而且鸟肉经过烹调后美味可口。

## 图集

喙闭合时的缺口是成年钳嘴鹳的一大特征
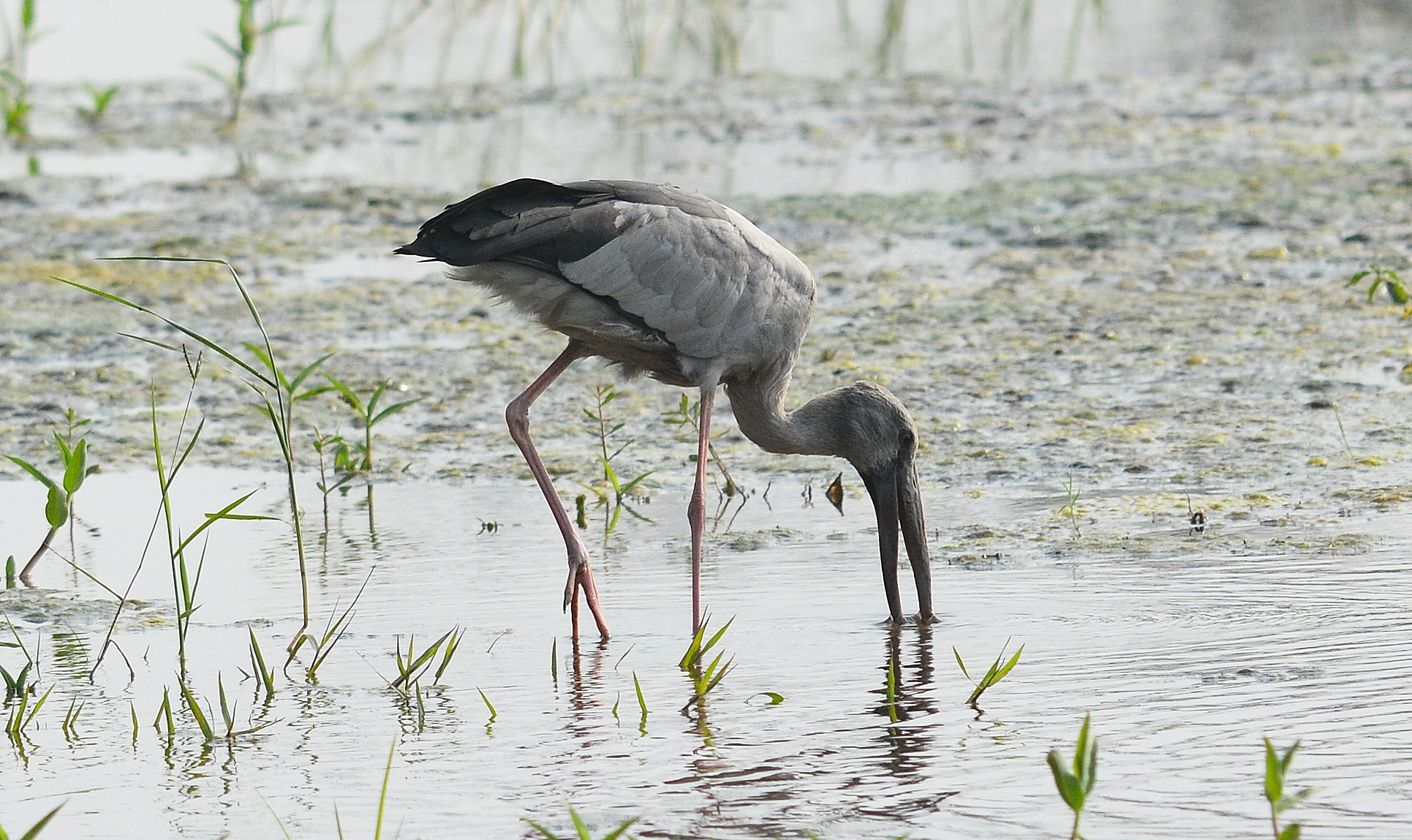
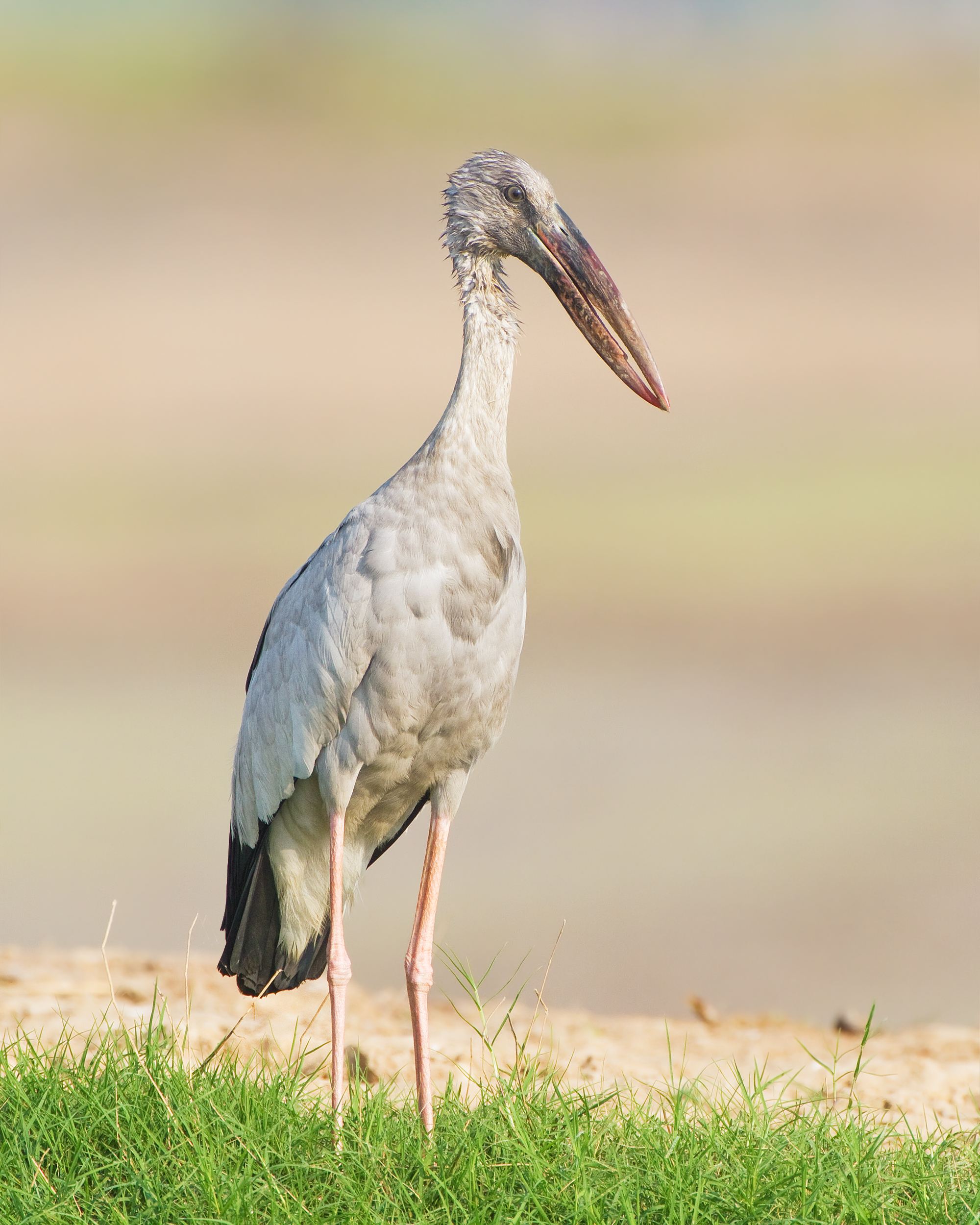
位于泰国北欖坡
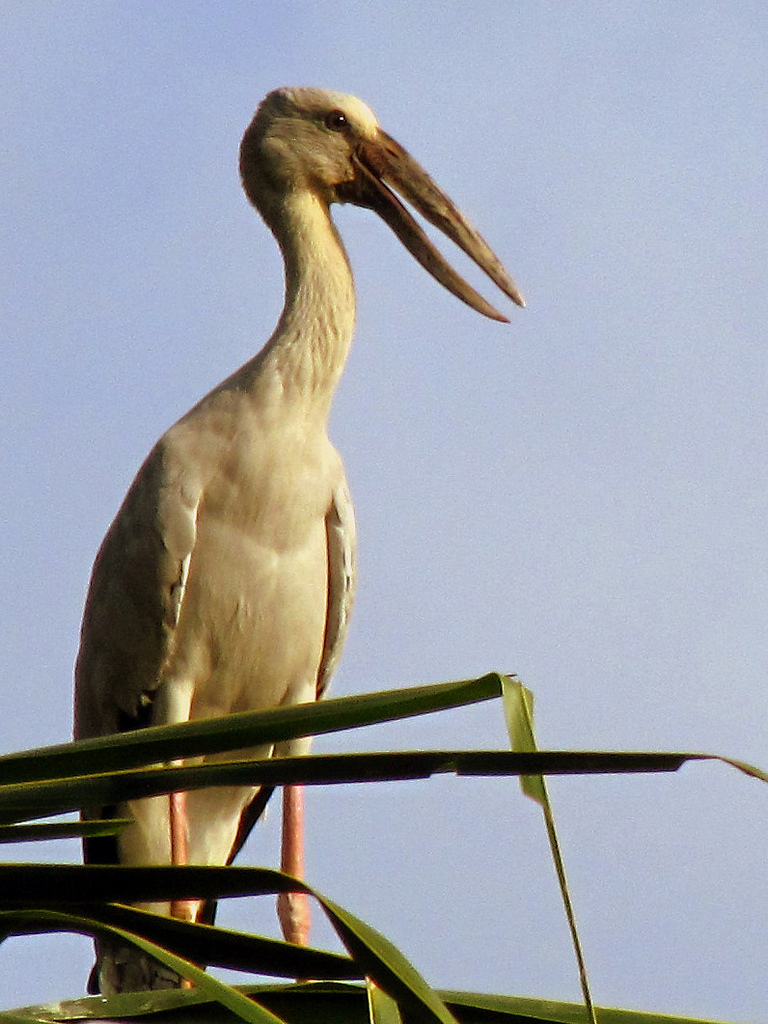
位于印度喀拉拉邦
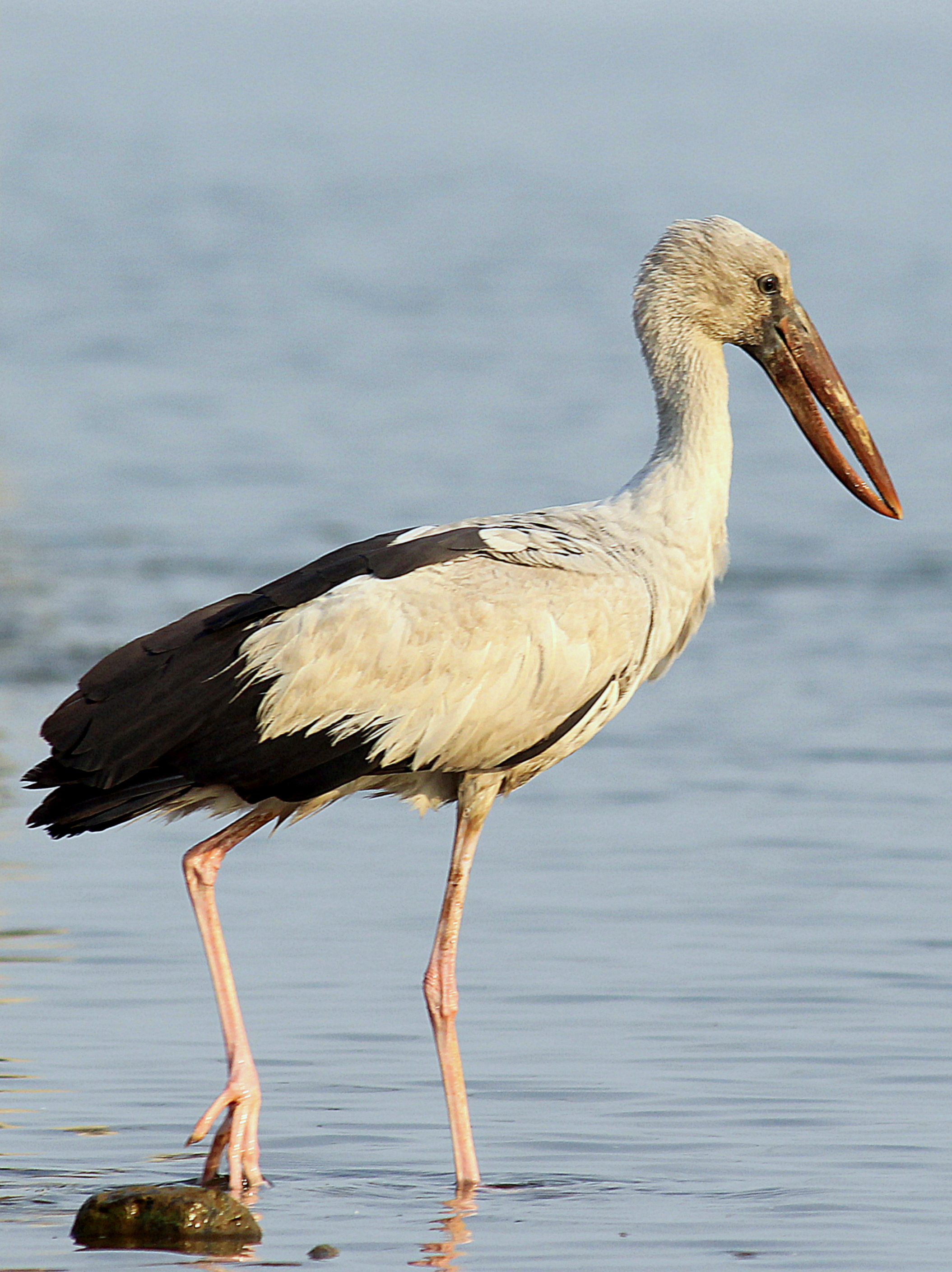
位于印度马哈拉施特拉邦中部浦那县
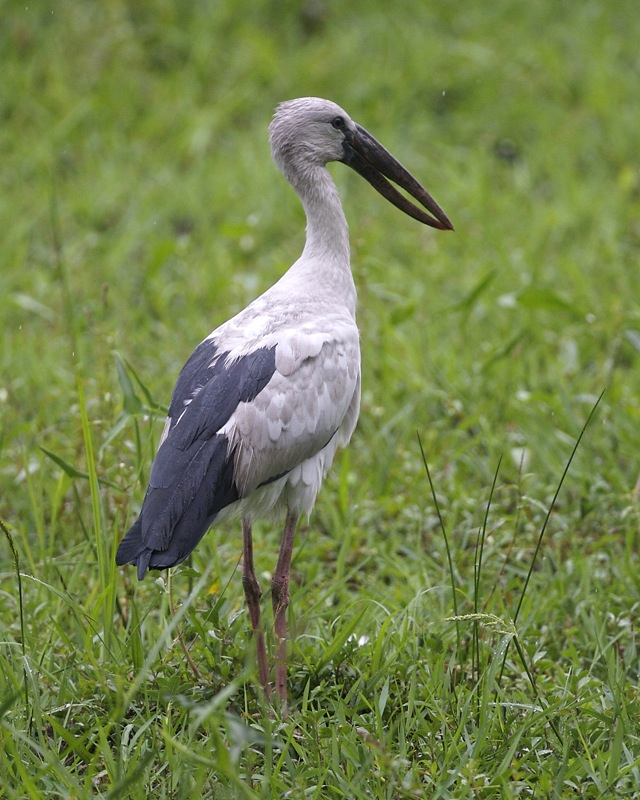
位于印度阿萨姆邦
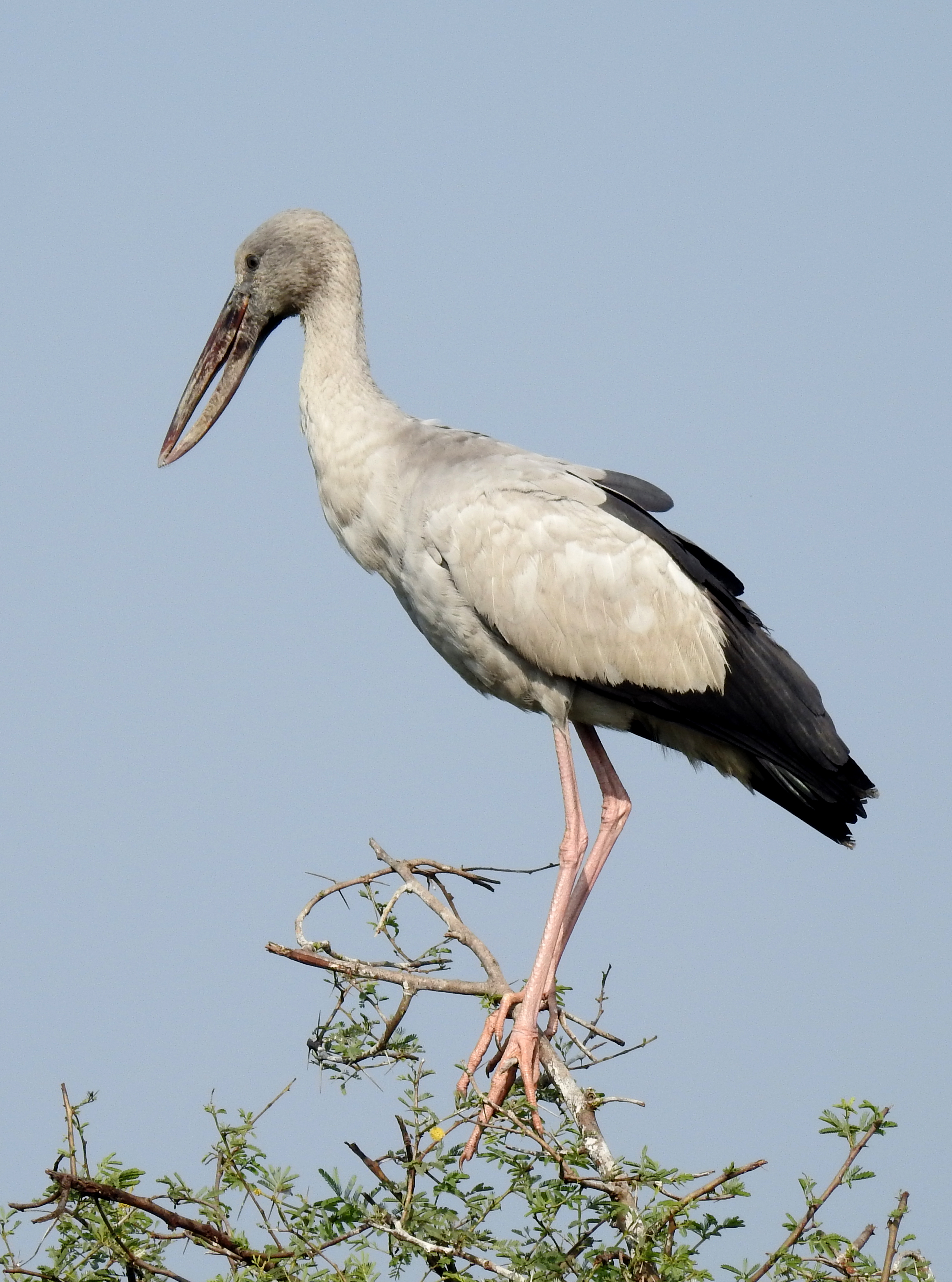
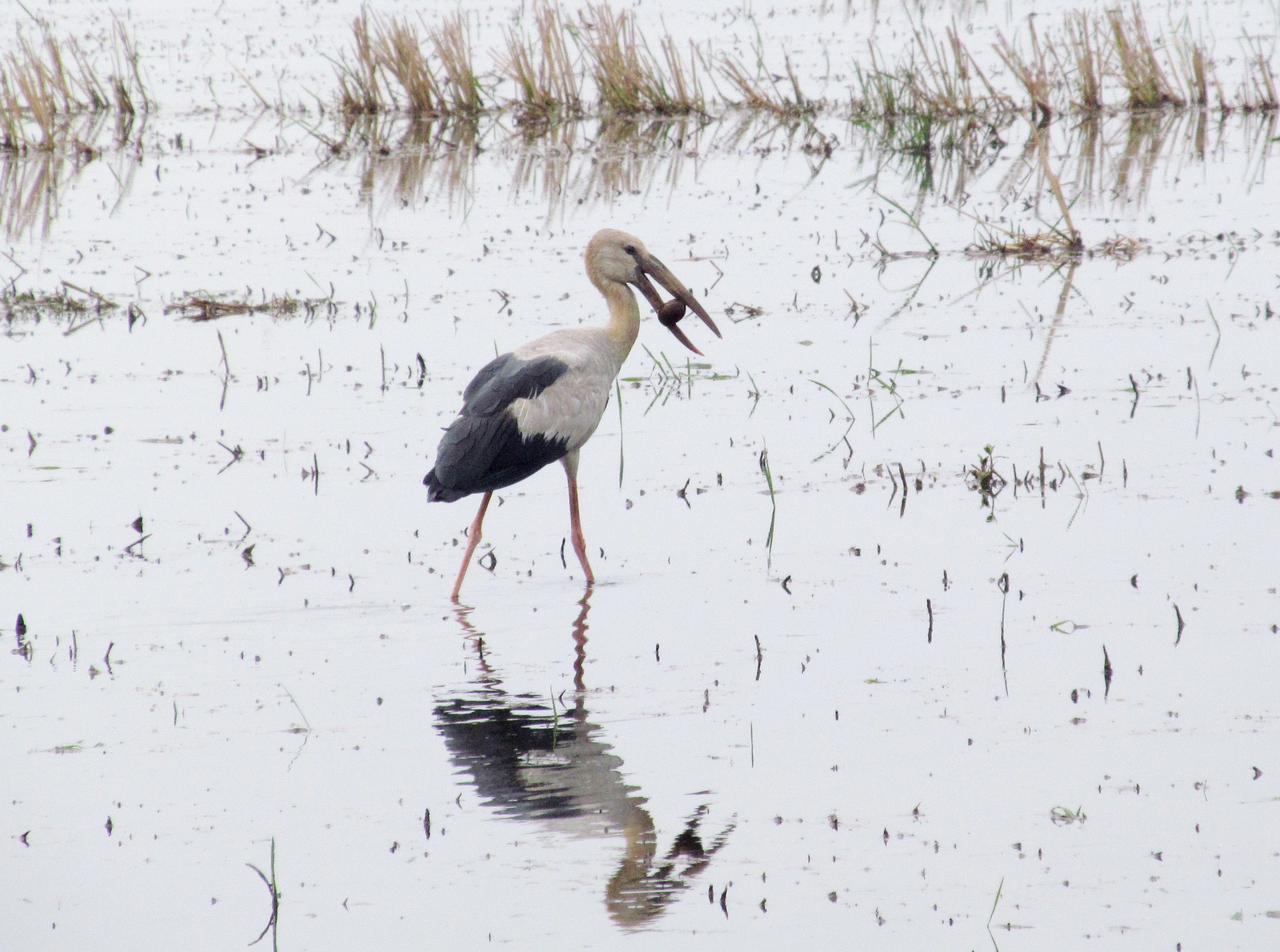
位于喀拉拉邦德里久爾